# Droga wojewódzka nr 615
Droga wojewódzka nr 615 (DW615) – droga wojewódzka o długości 33 km, łącząca Mławę przez DW544 z DK60  w Ciechanowie.   
Droga w całości biegnie na terenie powiatów mławskiego i ciechanowskiego.

## Miejscowości leżące przy trasie DW615
- Mława (DW544)
- Stupsk
- Konopki
- Krośnice
- Pniewo-Czeruchy
- Ciechanów (DK60)